# حسن العمري (لاعب كرة قدم سعودي)
حسن العمري، لاعب كرة قدم سعودي، يلعب في نادي الطائي.

## مسيرة اللاعب

### الفئات السنية
بدأ العمري مسيرته المهنية في القادسية لكنه غادر في عام 2014. في 14 يناير 2014 ، انضم إلى منافسه الاتفاق بموجب عقد هواة لمدة ثلاث سنوات. في 28 أغسطس 2014 ، عاد العمري إلى القادسية ، ووقع عقدًا احترافيًا لمدة خمس سنوات مع النادي.

### نادي القادسية
ظهر العمري لأول مرة مع فريق القادسية في 17 أكتوبر 2014 ، من خلال النزول على مقاعد البدلاء في مباراة الدوري ضد الوحدة. [3] بدأ أول ظهور له في 23 فبراير 2015 في مباراة كأس الملك ضد الخليج. [4] في 17 أكتوبر 2015 ، سجل العمري هدفه الأول للنادي في الهزيمة 3-1 أمام الاتحاد. [5] في 27 أغسطس 2018 ، جدد العمري عقده مع النادي لمدة أربع سنوات أخرى. [6] ساعد النادي في الوصول إلى دوري المحترفين خلال موسم 2019-20 ، حيث شارك في 31 مباراة بالدوري وسجل 5 أهداف. [7]
في 17 أكتوبر 2020 ، بدأ موسم 2020-21 بتسجيله في الهزيمة 2-1 أمام الوحدة. ثم سجل في التعادل 2-2 على أرضه ضد الباطن. ثم سجل هدفين في الفوز 2-1 على العين ، [9] تلاه الفائز المتأخر في مباراة كأس الملك ضد الشباب. [10] في 27 ديسمبر 2020 ، سجل في مباراة الديربي 2-1 ضد ناديه السابق الاتفاق. [11] في 2 يناير 2021 ، ساعد العمري في تحقيق هدف دانيلو أسبريلا في الوقت المحتسب بدل الضائع في التعادل 2-2 ضد الرائد. وتبع ذلك بتسجيله هدفين في المباراتين التاليتين أمام الأهلي والفيصلي. ثم ساعد في المباراة الافتتاحية لخليفة الدوسري في التعادل 1-1 ضد الفتح. واستمر العمري بشكل جيد في تسجيله أربع مرات وصنع هدفين في مبارياته الأربع التالية. في 23 فبراير 2021 ، ساعد العمري في المباراة الافتتاحية لستانلي أوهاوتشي في التعادل النهائي 2-2 ضد الباطن.

### نادي التعاون
بعد هبوط القادسية، انضم العمري إلى التعاون بعقد لمدة ثلاث سنوات في 8 أغسطس 2021.

### نادي الطائي
وقع مع نادي الطائي في عام 2023.

## روابط خارجية
- حسن العمري على موقع Soccerway.com (الإنجليزية)
- حسن العمري على موقع كووورة